# Brassy (Nièvre)
Brassy è un comune francese di 664 abitanti situato nel dipartimento della Nièvre nella regione della Borgogna-Franca Contea.

## Società

### Evoluzione demografica
Abitanti censiti